# Carlos Felipe Spínola
Carlos Felipe Antonio Spínola y Colonna (Madrid, 11 de noviembre de 1665 – 30 de julio de 1721) fue un noble y militar de ascendencia italiana, que estuvo al servicio de la Corona de España.

## Biografía
Hijo de Paolo Vicenzo Spinola y Doria, tercer duque de Sesto, cuatro marqués de los Balbases y ministro de Carlos II de España en Italia, y de Anna Colonna, heredó los títulos nobiliarios de su padre, siendo el cuarto titular de ambos títulos. Sirvió en el norte de Italia como político y militar, ejerciendo los cargos de general de la caballería y Virrey de Sicilia (1707-1713). La isla es cedida a Saboya y las tropas españolas junto con el virrey se retiran dirigiéndose a reforzar el sitio de Barcelona.
Falleció el 30 de julio de 1721.

## Matrimonio y descendencia
Contrajo matrimonio en 1682 con Isabel María de la Cerda y Aragón, hija de Juan Francisco de la Cerda y Enríquez de Ribera, octavo duque de Medinaceli, y de Catalina Antonia de Aragón, novena duquesa de Segorbe, con quien tuvo a:
- Carlos Ambrosio Gaetano Spínola de la Cerda, heredero de su padre en los títulos nobiliarios además de caballerizo mayor de Isabel de Farnesio y embajador en Portugal, se casó en Madrid en el 1717 con  Ana Catalina de la Cueva y de la Cerda, VI marquesa de Cadreita y VI condesa de la Torre.
- Gerónima Spínola, se casó el 30 de septiembre de 1703 con su primo hermano Nicolás Fernández de Córdoba y de la Cerda, marqués de Priego y duque de Medinacelli, con quien tuvo descendencia.
- Ana Spínola de la Cerda (¿?- 18 de mayo de 1745), se casó el 9 de noviembre de 1716 con Joaquín Ponce de León Lancaster y Cárdenas, VII duque de Arcos, con quien tuvo cuatro hijos que se sucederían en el título.